# Surveyor Model 3
Surveyor Model 3 – amerykański satelita technologiczny wyniesiony na orbitę w ramach programu Surveyor. Był to trzeci z satelitów tego typu, które znalazły się na orbicie. Celem misji było przetestowanie możliwości manewrowych satelity, w szczególności osiągnięcie orbity parkingowej przy ponownym uruchomieniu na orbicie silnika górnego stopnia Centaur.

## Opis
Satelita składał się z modelu lądownika księżycowego Surveyor o masie 952,6 kg, przymocowanego do górnego stopnia rakietowego Centaur  .

## Misja
Misja rozpoczęła się 26 października 1966 roku, kiedy rakieta Atlas Centaur D wyniosła z kosmodromu Cape Canaveral Air Force Station na niską orbitę okołoziemską satelitę technologicznego Surveyor Model 3. Po znalezieniu się na orbicie satelita otrzymał oznaczenie COSPAR 1966-95A .
Satelita spłonął w górnych warstwach atmosfery 6 listopada 1966 roku .